# Isolona le-testui
Isolona le-testui är en kirimojaväxtart som beskrevs av François Pellegrin. Isolona le-testui ingår i släktet Isolona och familjen kirimojaväxter. Inga underarter finns listade i Catalogue of Life.